# Liste der Baudenkmale in Bodenwerder
In der Liste der Baudenkmale in Bodenwerder sind die Baudenkmale der niedersächsischen Stadt Bodenwerder und ihrer Ortsteile im Landkreis Holzminden aufgelistet.

## Allgemein
In den Spalten befinden sich folgende Informationen:
- Lage: die Adresse des Baudenkmales und die geographischen Koordinaten. Kartenansicht, um Koordinaten zu setzen. In der Kartenansicht sind Baudenkmale ohne Koordinaten mit einem roten Marker dargestellt und können in der Karte gesetzt werden. Baudenkmale ohne Bild sind mit einem blauen Marker gekennzeichnet, Baudenkmale mit Bild mit einem grünen Marker.
- Bezeichnung: Bezeichnung des Baudenkmales
- Beschreibung: die Beschreibung des Baudenkmales. Unter § 3 Abs. 2 NDSchG werden Einzeldenkmale und unter § 3 Abs. 3 NDSchG Gruppen baulicher Anlagen und deren Bestandteile ausgewiesen.
- ID: die Objekt-ID des Baudenkmales
- Bild: ein Bild des Baudenkmales, ggf. zusätzlich mit einem Link zu weiteren Fotos des Baudenkmals im Medienarchiv Wikimedia Commons. Wenn man auf das Kamerasymbol klickt, können Fotos zu Baudenkmalen aus dieser Liste hochgeladen werden:

## Bodenwerder
Baudenkmale im Ortsteil Bodenwerder.

### Gruppe: Ehem. Gutshof v. Münchhausen
Die Gruppe „Ehem. Gutshof v. Münchhausen“ hat die ID 26972541.

| Lage                                           | Bezeichnung          | Beschreibung | ID       | Bild           |
| ---------------------------------------------- | -------------------- | --- | -------- | -------------- |
| Münchhausenplatz 1 51° 58′ 35″ N, 9° 30′ 50″ O | Wirtschaftsgebäude   | Schulenburg Bodenwerder mit Münchhausen-Museum | 26788814 | Weitere Bilder |
| Münchhausenplatz 1 51° 58′ 34″ N, 9° 30′ 48″ O | Herrenhaus (Bauwerk) | Schloss Münchhausen, heute Rathaus. Freistehendes, langgestrecktes, zweigeschossiges Herrenhaus, massives Erdgeschoss mit Gewänden mit Renaissance-Ornamenten, Fachwerkobergeschoss, Satteldach mit Sollingplatten, errichtet 1603 für Statius von Münchhausen wohl von Baumeister Johann Hundertossen. Geburts- und Sterbeort des Lügenbarons v. Münchhausen. Seit 1936 Rathaus. | 26788829 | Weitere Bilder |
| Münchhausenplatz 3 51° 58′ 32″ N, 9° 30′ 48″ O | Brennerei            | Tourist-Info | 26788844 |                |
| Münchhausenplatz 51° 58′ 32″ N, 9° 30′ 49″ O   | Wohnhaus             | (nicht auf Luftbild) | 26788798 | BW             |
| Münchhausenplatz 51° 58′ 33″ N, 9° 30′ 50″ O   | Brunnen              | Münchhausenbrunnen | 26788783 |                |

### Gruppe: Kirche St. Nikolai
Die Gruppe „Kirche St. Nikolai“ hat die ID 26972695.

| Lage                                        | Bezeichnung      | Beschreibung                   | ID       | Bild           |
| ------------------------------------------- | ---------------- | ------------------------------ | -------- | -------------- |
| Große Straße 70 51° 58′ 36″ N, 9° 30′ 55″ O | Kirche (Bauwerk) | Kirche St. Nikolai Bodenwerder | 26787917 | Weitere Bilder |
| Königstraße 51° 58′ 36″ N, 9° 30′ 54″ O     | Kreuzstein       |                                | 26788693 | BW             |
| Königstraße 51° 58′ 36″ N, 9° 30′ 54″ O     | Kreuzstein       |                                | 26788673 |                |
| Königstraße 51° 58′ 36″ N, 9° 30′ 55″ O     | Kreuzstein       |                                | 26788653 |                |
| Königstraße 51° 58′ 36″ N, 9° 30′ 55″ O     | Grabdenkmal      |                                | 26788638 | BW             |

### Gruppe: Jüdischer Friedhof Bodenwerder
Die Gruppe „Jüdischer Friedhof Bodenwerder“ hat die ID 26972731.

| Lage                                    | Bezeichnung | Beschreibung                   | ID       | Bild           |
| --------------------------------------- | ----------- | ------------------------------ | -------- | -------------- |
| Am Mühlentor 51° 58′ 50″ N, 9° 31′ 7″ O | Friedhof    | Jüdischer Friedhof Bodenwerder | 26807897 | Weitere Bilder |

### Gruppe: Wohnhäuser Am Mühlentor
Die Gruppe „Wohnhäuser Am Mühlentor“ hat die ID 26972508.

| Lage                                       | Bezeichnung | Beschreibung                                                                             | ID       | Bild |
| ------------------------------------------ | ----------- | ---------------------------------------------------------------------------------------- | -------- | ---- |
| Am Mühlentor 11 51° 58′ 46″ N, 9° 31′ 5″ O | Wohnhaus    |                                                                                          | 26787600 | BW   |
| Am Mühlentor 15 51° 58′ 46″ N, 9° 31′ 5″ O | Wohnhaus    | Zweigeschossiges traufständiges Fachwerkhaus über massivem Erdgeschoss, bezeichnet 1840. | 26787615 | BW   |
| Homburgstraße 1 51° 58′ 46″ N, 9° 31′ 5″ O | Wohnhaus    | Zweigeschossiger traufständiger Fachwerkbau, errichtet 1873.                             | 26787952 | BW   |

### Gruppe: Wohnhäuser Homburgstr. 18, 20
Die Gruppe „Wohnhäuser Homburgstr. 18, 20“ hat die ID 26972563.

| Lage                                        | Bezeichnung | Beschreibung | ID       | Bild |
| ------------------------------------------- | ----------- | --- | -------- | ---- |
| Homburgstraße 18 51° 58′ 40″ N, 9° 31′ 0″ O | Wohnhaus    | Zweigeschossiges, giebelständiges Fachwerkhaus, 1. Viertel des 18. Jahrhunderts.                                           | 26788052 | BW   |
| Homburgstraße 20 51° 58′ 39″ N, 9° 31′ 0″ O | Wohnhaus    | Zweigeschossiges, giebelständiges Fachwerkhaus, das Obergeschoss schwach vorkragend, wohl 1. Viertel des 18. Jahrhunderts. | 26788065 | BW   |

### Gruppe: Wohnhäuser Homburgstr. 26, 28
Die Gruppe „Wohnhäuser Homburgstr. 26, 28“ hat die ID 26972552.

| Lage                                        | Bezeichnung | Beschreibung                                              | ID       | Bild |
| ------------------------------------------- | ----------- | --------------------------------------------------------- | -------- | ---- |
| Homburgstraße 26 51° 58′ 39″ N, 9° 31′ 0″ O | Wohnhaus    | Traufständiger Fachwerkbau von zwei Geschossen, bez. 1735 | 26788078 | BW   |
| Homburgstraße 28 51° 58′ 39″ N, 9° 31′ 0″ O | Wohnhaus    | Traufständiger, zweigeschossiger Fachwerkbau              | 26788091 | BW   |

### Gruppe: Hofanlagen Homburgstr. 35, 37
Die Gruppe „Hofanlagen Homburgstr. 35, 37“ hat die ID 26972519.

| Lage                                        | Bezeichnung        | Beschreibung | ID       | Bild |
| ------------------------------------------- | ------------------ | ------------ | -------- | ---- |
| Homburgstraße 35 51° 58′ 42″ N, 9° 31′ 3″ O | Wohnhaus           |              | 26788104 | BW   |
| Homburgstraße 35 51° 58′ 41″ N, 9° 31′ 4″ O | Wirtschaftsgebäude |              | 26788119 | BW   |
| Homburgstraße 37 51° 58′ 41″ N, 9° 31′ 3″ O | Wirtschaftsgebäude |              | 26788134 | BW   |
| Homburgstraße 37 51° 58′ 41″ N, 9° 31′ 2″ O | Wohnhaus           |              | 26788149 | BW   |

### Gruppe: Wohnhäuser Homburgstr. 69–101
Die Gruppe „Wohnhäuser Homburgstr. 69–101“ hat die ID 26972530.

| Lage                                          | Bezeichnung | Beschreibung | ID       | Bild |
| --------------------------------------------- | ----------- | ------------ | -------- | ---- |
| Homburgstraße 69 51° 58′ 36″ N, 9° 30′ 59″ O  | Wohnhaus    |              | 26788317 | BW   |
| Homburgstraße 71 51° 58′ 36″ N, 9° 30′ 59″ O  | Wohnhaus    |              | 26788332 | BW   |
| Homburgstraße 73 51° 58′ 36″ N, 9° 30′ 59″ O  | Wohnhaus    |              | 26788364 | BW   |
| Homburgstraße 75 51° 58′ 36″ N, 9° 30′ 59″ O  | Wohnhaus    |              | 26788379 | BW   |
| Homburgstraße 77 51° 58′ 36″ N, 9° 30′ 58″ O  | Wohnhaus    |              | 26788394 | BW   |
| Homburgstraße 79 51° 58′ 35″ N, 9° 30′ 58″ O  | Wohnhaus    |              | 26788409 | BW   |
| Homburgstraße 81 51° 58′ 35″ N, 9° 30′ 58″ O  | Wohnhaus    |              | 26788424 | BW   |
| Homburgstraße 83 51° 58′ 35″ N, 9° 30′ 58″ O  | Wohnhaus    |              | 26788439 | BW   |
| Homburgstraße 85 51° 58′ 34″ N, 9° 30′ 58″ O  | Wohnhaus    |              | 26788454 | BW   |
| Homburgstraße 87 51° 58′ 34″ N, 9° 30′ 57″ O  | Wohnhaus    |              | 26788469 | BW   |
| Homburgstraße 89 51° 58′ 34″ N, 9° 30′ 58″ O  | Wohnhaus    |              | 26788484 |      |
| Homburgstraße 91 51° 58′ 34″ N, 9° 30′ 57″ O  | Wohnhaus    |              | 26788497 | BW   |
| Homburgstraße 93 51° 58′ 34″ N, 9° 30′ 57″ O  | Wohnhaus    |              | 26788512 | BW   |
| Homburgstraße 95 51° 58′ 33″ N, 9° 30′ 57″ O  | Wohnhaus    |              | 26788527 | BW   |
| Homburgstraße 97 51° 58′ 33″ N, 9° 30′ 56″ O  | Wohnhaus    |              | 26788542 |      |
| Homburgstraße 99 51° 58′ 33″ N, 9° 30′ 56″ O  | Wohnhaus    |              | 26788557 | BW   |
| Homburgstraße 101 51° 58′ 32″ N, 9° 30′ 56″ O | Wohnhaus    |              | 26788572 | BW   |
| Weserstraße 10 51° 58′ 32″ N, 9° 30′ 56″ O    | Wohnhaus    |              | 26788910 |      |
| Weserstraße 12 51° 58′ 32″ N, 9° 30′ 56″ O    | Wohnhaus    |              | 26788941 |      |

### Gruppe: Wohnhäuser Weserstr. 9, 11
Die Gruppe „Wohnhäuser Weserstr. 9, 11“ hat die ID 26972684.

| Lage                                       | Bezeichnung | Beschreibung | ID       | Bild |
| ------------------------------------------ | ----------- | --- | -------- | ---- |
| Weserstraße 9 51° 58′ 32″ N, 9° 30′ 54″ O  | Wohnhaus    | Ehemals Stapelhaus des Überseekaufmanns Jürgen Kremer und seiner Schwester Maria Slipes. Dreigeschossiges, giebelständiges Fachwerkhaus mit Fächerrosetten. Über dem rundbogigen, jetzt zugesetzten Eingang 1604 bezeichnet. | 26788894 |      |
| Weserstraße 11 51° 58′ 32″ N, 9° 30′ 55″ O | Wohnhaus    | Angebliches Kramergildehaus. Dreigeschossiger, giebelständiger Fachwerkbau mit reich beschnitzten Brüstungsplatten, bezeichnet 1625.                                                                                         | 26788925 |      |

### Gruppe: Kriegerdenkmale
Die Gruppe „Kriegerdenkmale“ hat die ID 26972673.

| Lage                            | Bezeichnung    | Beschreibung                                  | ID       | Bild |
| ------------------------------- | -------------- | --------------------------------------------- | -------- | ---- |
| B 83 51° 58′ 4″ N, 9° 30′ 20″ O | Kriegerdenkmal | 'Im Schrinntal' Ehrenmal Seeschlacht Skagerak | 26787658 | BW   |
| B 83 51° 58′ 7″ N, 9° 30′ 16″ O | Kriegerdenkmal | 'Im Schrinntal'                               | 26787674 | BW   |

### Einzeldenkmale
| Lage                                          | Bezeichnung         | Beschreibung      | ID       | Bild |
| --------------------------------------------- | ------------------- | ----------------- | -------- | ---- |
| 51° 58′ 40″ N, 9° 31′ 34″ O                   | Aussichtsturm       | Königszinne       | 26787550 | BW   |
| Lutterburg 51° 57′ 21″ N, 9° 29′ 56″ O        | Weg (Verkehr)       | Harms             | 26784934 | BW   |
| Am Mühlentor 1 51° 58′ 50″ N, 9° 31′ 0″ O     | Wohnhaus            |                   | 26787566 | BW   |
| Am Mühlentor 9 51° 58′ 47″ N, 9° 31′ 4″ O     | Turm (Bauwerk)      |                   | 26787583 |      |
| Am Mühlentor 51° 58′ 47″ N, 9° 31′ 4″ O       | Kriegerdenkmal      |                   | 26787630 |      |
| Bahnhofstraße 9 51° 58′ 54″ N, 9° 30′ 59″ O   | Villa               |                   | 26789279 | BW   |
| Corvinusgang 1 51° 58′ 38″ N, 9° 30′ 51″ O    | Turm (Bauwerk)      |                   | 26787710 | BW   |
| Corvinusgang 2 51° 58′ 37″ N, 9° 30′ 52″ O    | Kapelle (Bauwerk)   | Gertrudenkapelle  | 26787727 |      |
| Corvinusgang 3 51° 58′ 37″ N, 9° 30′ 51″ O    | Pfarrhaus           |                   | 26787744 |      |
| Große Straße 4 51° 58′ 45″ N, 9° 31′ 4″ O     | Wohnhaus            |                   | 26787761 |      |
| Große Straße 5 51° 58′ 46″ N, 9° 31′ 3″ O     | Wohnhaus            |                   | 26787778 |      |
| Große Straße 10 51° 58′ 45″ N, 9° 31′ 3″ O    | Wohnhaus            |                   | 26787795 |      |
| Große Straße 22 51° 58′ 43″ N, 9° 31′ 1″ O    | Wohn-/Geschäftshaus |                   | 26787812 |      |
| Große Straße 29 51° 58′ 43″ N, 9° 31′ 0″ O    | Wohnhaus            |                   | 26787829 | BW   |
| Große Straße 31 51° 58′ 43″ N, 9° 31′ 0″ O    | Wohnhaus            |                   | 26787866 | BW   |
| Große Straße 57 51° 58′ 39″ N, 9° 30′ 56″ O   | Wohnhaus            |                   | 26787883 | BW   |
| Große Straße 65 51° 58′ 37″ N, 9° 30′ 54″ O   | Wohn-/Geschäftshaus |                   | 26787900 |      |
| Hamelner Straße 9 51° 58′ 49″ N, 9° 30′ 58″ O | Hotel               | Zur Traube        | 26787935 | BW   |
| Homburgstraße 8 51° 58′ 42″ N, 9° 31′ 2″ O    | Wohnhaus            |                   | 26787967 |      |
| Homburgstraße 11 51° 58′ 44″ N, 9° 31′ 4″ O   | Wohnhaus            |                   | 26787984 |      |
| Homburgstraße 12 51° 58′ 41″ N, 9° 31′ 1″ O   | Wohnhaus            |                   | 26788001 |      |
| Homburgstraße 15 51° 58′ 44″ N, 9° 31′ 4″ O   | Wohnhaus            |                   | 26788018 |      |
| Homburgstraße 16 51° 58′ 40″ N, 9° 31′ 1″ O   | Wohnhaus            |                   | 26788035 |      |
| Homburgstraße 41 51° 58′ 41″ N, 9° 31′ 2″ O   | Wohnhaus            |                   | 26788164 | BW   |
| Homburgstraße 43 51° 58′ 41″ N, 9° 31′ 2″ O   | Wohnhaus            |                   | 26788198 |      |
| Homburgstraße 45 51° 58′ 40″ N, 9° 31′ 2″ O   | Wohnhaus            |                   | 26788215 | BW   |
| Homburgstraße 49 51° 58′ 39″ N, 9° 31′ 2″ O   | Wohnhaus            |                   | 26788249 | BW   |
| Homburgstraße 42 51° 58′ 37″ N, 9° 30′ 58″ O  | Wohnhaus            |                   | 26788181 | BW   |
| Homburgstraße 46 51° 58′ 36″ N, 9° 30′ 58″ O  | Wohnhaus            |                   | 26788232 | BW   |
| Homburgstraße 50 51° 58′ 36″ N, 9° 30′ 58″ O  | Wohnhaus            |                   | 26788266 |      |
| Homburgstraße 66 51° 58′ 34″ N, 9° 30′ 56″ O  | Wohnhaus            |                   | 26788300 | BW   |
| Homburgstraße 72 51° 58′ 33″ N, 9° 30′ 56″ O  | Wohnhaus            |                   | 26788347 | BW   |
| Im Hagen 51° 58′ 40″ N, 9° 30′ 54″ O          | Turm (Bauwerk)      |                   | 26788587 | BW   |
| Im Kalbertal 51° 58′ 48″ N, 9° 30′ 53″ O      | Kapelle (Bauwerk)   | Friedhofskapelle  | 26788604 | BW   |
| Im Kalbertal 51° 58′ 47″ N, 9° 30′ 54″ O      | Einfriedung         | Friedhofsmauer    | 26788621 | BW   |
| Königstraße 1 51° 58′ 36″ N, 9° 30′ 56″ O     | Wohnhaus            |                   | 26788712 |      |
| Königstraße 3 51° 58′ 36″ N, 9° 30′ 56″ O     | Wohnhaus            |                   | 26788729 |      |
| Linser Straße 4 51° 58′ 29″ N, 9° 31′ 4″ O    | Doppelwohnhaus      |                   | 26788765 |      |
| Poller Straße 51° 58′ 32″ N, 9° 30′ 38″ O     | Wohnhaus            | Münchhausengrotte | 26788860 | BW   |
| Weserpromenade 51° 58′ 36″ N, 9° 31′ 1″ O     | Bastion             |                   | 26788877 | BW   |
| Weserstraße 13 51° 58′ 31″ N, 9° 30′ 56″ O    | Gaststätte          | Goldener Anker    | 26788956 |      |

## Buchhagen
Baudenkmale im Ortsteil Buchhagen.

### Gruppe: Gut Buchhagen
Die Gruppe „Gut Buchhagen“ hat die ID 26972640.

| Lage                                    | Bezeichnung          | Beschreibung    | ID       | Bild |
| --------------------------------------- | -------------------- | --------------- | -------- | ---- |
| Buchhagen 3 51° 58′ 37″ N, 9° 32′ 45″ O | Taubenturm           |                 | 26789149 |      |
| Buchhagen 3 51° 58′ 36″ N, 9° 32′ 43″ O | Herrenhaus (Bauwerk) |                 | 26789116 |      |
| Buchhagen 3 51° 58′ 34″ N, 9° 32′ 42″ O | Wohnhaus             | Inspektorenhaus | 26789101 |      |
| Buchhagen 3 51° 58′ 33″ N, 9° 32′ 43″ O | Nebengebäude         |                 | 26789086 |      |

### Gruppe: Ehem. Mühle (Kulturmühle)
Die Gruppe „Ehem. Mühle (Kulturmühle)“ hat die ID 26972662.

| Lage                                    | Bezeichnung        | Beschreibung | ID       | Bild |
| --------------------------------------- | ------------------ | ------------ | -------- | ---- |
| Buchhagen 4 51° 58′ 42″ N, 9° 32′ 43″ O | Mühle (Baukomplex) | ehem. Mühle  | 26789181 |      |
| Buchhagen 4 51° 58′ 42″ N, 9° 32′ 44″ O | Wirtschaftsgebäude |              | 26789196 |      |
| Buchhagen 4 51° 58′ 40″ N, 9° 32′ 46″ O | Arbeiterwohnhaus   |              | 26789211 |      |

### Gruppe: Hofanlage Buchhagen 5
Die Gruppe „Hofanlage Buchhagen 5“ hat die ID 26972651.

| Lage                                    | Bezeichnung | Beschreibung | ID       | Bild |
| --------------------------------------- | ----------- | ------------ | -------- | ---- |
| Buchhagen 5 51° 58′ 37″ N, 9° 32′ 45″ O | Wohnhaus    |              | 26789007 |      |

### Einzeldenkmale
| Lage                                    | Bezeichnung | Beschreibung | ID       | Bild |
| --------------------------------------- | ----------- | ------------ | -------- | ---- |
| Buchhagen 3 51° 58′ 35″ N, 9° 32′ 42″ O | Gartenhaus  |              | 26789071 |      |
| Große Breite 51° 58′ 33″ N, 9° 33′ 0″ O | Scheune     |              | 26788973 |      |
| Große Breite 51° 58′ 32″ N, 9° 33′ 1″ O | Backhaus    |              | 26788990 |      |

## Kemnade
Baudenkmale im Ortsteil Kemnade.

### Gruppe: Hofanlage Hamelner Str. 17
Die Gruppe „Hofanlage Hamelner Str. 17“ hat die ID 26972596.

| Lage                                           | Bezeichnung | Beschreibung | ID       | Bild |
| ---------------------------------------------- | ----------- | ------------ | -------- | ---- |
| Hamelner Straße 17 51° 58′ 52″ N, 9° 30′ 50″ O | Wohnhaus    |              | 26789574 | BW   |

### Gruppe: Hofanlage Fährstr. 9
Die Gruppe „Hofanlage Fährstr. 9“ hat die ID 26972574.

| Lage                                    | Bezeichnung | Beschreibung | ID       | Bild |
| --------------------------------------- | ----------- | ------------ | -------- | ---- |
| Fährstraße 9 51° 59′ 3″ N, 9° 30′ 57″ O | Scheune     |              | 26789467 | BW   |
| Fährstraße 9 51° 59′ 2″ N, 9° 30′ 56″ O | Wohnhaus    |              | 26789452 | BW   |

### Gruppe: Scheunen Ringstr. 13
Die Gruppe „Scheunen Ringstr. 13“ hat die ID 26972585.

| Lage                                     | Bezeichnung | Beschreibung | ID       | Bild |
| ---------------------------------------- | ----------- | ------------ | -------- | ---- |
| Ringstraße 13 51° 59′ 3″ N, 9° 30′ 51″ O | Scheune     |              | 26789706 | BW   |
| Ringstraße 13 51° 59′ 4″ N, 9° 30′ 50″ O | Scheune     |              | 26789719 | BW   |

### Gruppe: Fährstraße
Die Gruppe „Fährstraße“ hat die ID 26972707.

| Lage                                     | Bezeichnung | Beschreibung | ID       | Bild |
| ---------------------------------------- | ----------- | ------------ | -------- | ---- |
| Fährstraße 2 51° 59′ 3″ N, 9° 30′ 51″ O  | Wohnhaus    |              | 26789392 | BW   |
| Fährstraße 4 51° 59′ 3″ N, 9° 30′ 51″ O  | Wohnhaus    |              | 26789407 | BW   |
| Fährstraße 6 51° 59′ 3″ N, 9° 30′ 52″ O  | Wohnhaus    |              | 26789422 | BW   |
| Fährstraße 8 51° 59′ 3″ N, 9° 30′ 52″ O  | Wohnhaus    |              | 26789437 | BW   |
| Fährstraße 10 51° 59′ 3″ N, 9° 30′ 52″ O | Wohnhaus    |              | 26789482 | BW   |
| Fährstraße 12 51° 59′ 3″ N, 9° 30′ 53″ O | Wohnhaus    |              | 26789497 | BW   |
| Fährstraße 14 51° 59′ 3″ N, 9° 30′ 53″ O | Wohnhaus    |              | 26789512 | BW   |
| Fährstraße 16 51° 59′ 3″ N, 9° 30′ 53″ O | Wohnhaus    |              | 26789527 | BW   |
| Fährstraße 18 51° 59′ 3″ N, 9° 30′ 54″ O | Wohnhaus    |              | 26789542 | BW   |

### Einzeldenkmale
| Lage                                               | Bezeichnung              | Beschreibung             | ID       | Bild           |
| -------------------------------------------------- | ------------------------ | ------------------------ | -------- | -------------- |
| Am Bahnhof 1 51° 58′ 55″ N, 9° 30′ 55″ O           | Empfangsgebäude          | Bahnhof Kemnade          | 26789262 |                |
| Am Kirchplatz 51° 59′ 1″ N, 9° 30′ 54″ O           | Kirche (Bauwerk)         | Klosterkirche St. Marien | 26789226 | Weitere Bilder |
| Am Kirchplatz 3 51° 59′ 2″ N, 9° 30′ 55″ O         | Wohnhaus                 |                          | 26808107 | BW             |
| Am Kloster 4/6/8/10/12 51° 58′ 59″ N, 9° 30′ 55″ O | Klostergebäude           |                          | 26789243 |                |
| Dorfstraße 8 51° 58′ 57″ N, 9° 30′ 46″ O           | Wohn-/Wirtschaftsgebäude |                          | 26789296 | BW             |
| Dorfstraße 9 51° 59′ 0″ N, 9° 30′ 52″ O            | Wohn-/Wirtschaftsgebäude |                          | 26789313 | BW             |
| Dorfstraße 12 51° 58′ 58″ N, 9° 30′ 48″ O          | Wohn-/Wirtschaftsgebäude |                          | 26789330 | BW             |
| Fährstraße 51° 59′ 3″ N, 9° 30′ 54″ O              | Wirtschaftsgebäude       |                          | 26789364 | BW             |
| Fährstraße 51° 59′ 3″ N, 9° 30′ 53″ O              | Turm (Bauwerk)           |                          | 26789378 |                |
| Hamelner Straße 28 51° 58′ 55″ N, 9° 30′ 46″ O     | Wohn-/Wirtschaftsgebäude |                          | 26789619 | BW             |
| Hamelner Straße 34 51° 58′ 55″ N, 9° 30′ 43″ O     | Wohnhaus                 |                          | 26789638 | BW             |
| Ringstraße 3 51° 59′ 4″ N, 9° 30′ 44″ O            | Wohn-/Wirtschaftsgebäude |                          | 26789655 | BW             |
| Ringstraße 5 51° 59′ 3″ N, 9° 30′ 45″ O            | Wohnhaus                 |                          | 26789672 | BW             |
| Ringstraße 7 51° 59′ 3″ N, 9° 30′ 46″ O            | Wohn-/Wirtschaftsgebäude |                          | 26789689 | BW             |
| Unter der Piese 51° 58′ 46″ N, 9° 30′ 13″ O        | Friedhof                 | Jüdischer Friedhof       | 26807911 | BW             |

## Linse
Baudenkmale im Ortsteil Linse.

### Gruppe: Ehem. Mühle Im Krümpel 20
Die Gruppe „Ehem. Mühle Im Krümpel 20“ hat die ID 26972629.

| Lage                                    | Bezeichnung | Beschreibung | ID       | Bild |
| --------------------------------------- | ----------- | ------------ | -------- | ---- |
| Im Krümpel 5 51° 58′ 57″ N, 9° 32′ 2″ O | Scheune     |              | 26789801 | BW   |

### Gruppe: Ehem. Mühle Mühlenstr.
Die Gruppe „Ehem. Mühle Mühlenstr.“ hat die ID 26972618.

| Lage                                       | Bezeichnung        | Beschreibung      | ID       | Bild |
| ------------------------------------------ | ------------------ | ----------------- | -------- | ---- |
| Mühlenstraße 2 51° 58′ 56″ N, 9° 32′ 20″ O | Mühle (Baukomplex) | ehem. Wassermühle | 26789883 | BW   |
| Mühlenstraße 2 51° 58′ 55″ N, 9° 32′ 22″ O | Scheune            | ehem. Wassermühle | 26789901 | BW   |

### Einzeldenkmale
| Lage                                        | Bezeichnung              | Beschreibung      | ID       | Bild           |
| ------------------------------------------- | ------------------------ | ----------------- | -------- | -------------- |
| 51° 59′ 8″ N, 9° 31′ 19″ O                  | Aussichtsturm            | Bismarckturm      | 26787534 | Weitere Bilder |
| Am Eckberg 51° 59′ 2″ N, 9° 32′ 14″ O       | Kriegerdenkmal           |                   | 26789733 | BW             |
| Haller Straße 1 51° 58′ 56″ N, 9° 31′ 40″ O | Empfangsgebäude          | Bahnhof Linse     | 26789750 |                |
| Haller Straße 11 51° 59′ 3″ N, 9° 32′ 22″ O | Schule                   |                   | 26789767 |                |
| Im Krümpel 1 51° 58′ 59″ N, 9° 32′ 1″ O     | Wohnhaus                 |                   | 26789784 | BW             |
| In der Masch 51° 59′ 3″ N, 9° 32′ 20″ O     | Kapelle (Bauwerk)        | Liebfrauenkapelle | 26789849 |                |
| In der Masch 6 51° 59′ 0″ N, 9° 32′ 30″ O   | Wohn-/Wirtschaftsgebäude |                   | 26789866 | BW             |
| Spüligbach 51° 59′ 2″ N, 9° 32′ 38″ O       | Brücke (Bauwerk)         |                   | 26789916 | BW             |

## Rühle
Baudenkmale im Ortsteil Rühle.
| Lage                                               | Bezeichnung              | Beschreibung             | ID       | Bild           |
| -------------------------------------------------- | ------------------------ | ------------------------ | -------- | -------------- |
| Am Weinberg 51° 55′ 47″ N, 9° 30′ 52″ O            | Denkmal                  |                          | 26789933 |                |
| Bodenwerdersche Straße 51° 55′ 42″ N, 9° 30′ 37″ O | Denkmal                  |                          | 26789948 | BW             |
| Kirchweg 51° 55′ 42″ N, 9° 30′ 33″ O               | Kirche (Bauwerk)         | Michaeliskirche          | 26789983 | Weitere Bilder |
| Waldstraße 23 51° 55′ 39″ N, 9° 30′ 50″ O          | Wohn-/Wirtschaftsgebäude | Querdielendurchgangshaus | 26807236 | BW             |